# Повіт Оґаті
Пові́т Оґа́ті (яп. 雄勝郡, おがちぐん, МФА: [ogat͡ɕi guɴ]) — повіт в префектурі Акіта, Японія.